# Conocalama manitobae
Conocalama manitobae là một loài tò vò trong họ Ichneumonidae.